# It's Not Unusual
It's Not Unusual è una canzone registrata da Tom Jones nel 1965 e scritta da Les Reed e Gordon Mills.
È il secondo singolo di Tom Jones registrato per l'etichetta Decca. 
Il singolo raggiunse la vetta della classifica dei singoli inglesi nel 1965 e divenne il primo successo di Tom Jones anche negli Stati Uniti, dove raggiunse la decima posizione della Billboard Hot 100 nel maggio di quell'anno.
Musicisti di supporto per la registrazione del brano furono gli Ivy League con Clem Cattini alla batteria e Jimmy Page alla chitarra.. Degli arrangiamenti si occupò Les Reed.

## Riferimenti nella cultura di massa
La canzone fu riscoperta negli anni novanta grazie alla celebre sitcom statunitense Willy il principe di Bel-Air. Nel telefilm il personaggio di Carlton (Alfonso Ribeiro) improvvisava una scatenata danza ogni volta che sentiva It's Not Unusual. Il telefilm regalò così tanta popolarità al brano che lo stesso Tom Jones accettò di apparire in un episodio, interpretando il ruolo di un angelo in un sogno di Carlton, ed interpretando un duetto con Ribeiro.
La canzone è anche stata utilizzata nella colonna sonora di due film di Tim Burton: Edward mani di forbice e Mars Attacks. In quest'ultimo film, Tom Jones aveva anche un piccolo ruolo. La canzone viene anche utilizzata in episodi di Will & Grace, Friends e I Simpson.

## Formazione
- Tom Jones – voce
- Jimmy Page - chitarra
- Joe Moretti - chitarra solista
- Vic Flick - chitarra ritmica
- Eric Ford – basso
- Brian Brocklehurst - contrabbasso
- Andy White - batteria
- Stan Barrett – percussione
- Elton John (come Reginald Dwight) – piano
- Kenny Salmon – organo
- John Carter, Ken Lewis – cori
- Stan Roderick, Kenny Baker, Bert Ezzard, and Ray Davies, Eddie Blair – tromba
- Ronnie Ross, Bob Efford – sassofono tenore
- Harry Klein – sassofono baritono

Arrangiamento-direzione d'orchestra: Les Reed

## Cover
- Le Supremes registrarono una versione del brano per l'album Supremes A' Go-Go, ma alla fine rimase fuori dall'album. Alla fine la cover del gruppo non è stata mai pubblicata.
- Little Tony ha registrato una cover in lingua italiana dal titolo Non è normale. Da notare che il titolo originale It's Not Unusual ha il significato esattamente opposto (Non è inusuale) di quello scelto per la versione italiana.
- Altre cover includono quella dei Wild Colonials e quella dei Five Iron Frenzy.
- Nel 2011 l'attore Darren Criss ha inciso una versione interpretata dal suo personaggio Blaine Anderson nella prima puntata della terza stagione della serie televisiva musicale Glee.
- Una versione del brano è interpretata dai Blow Monkeys nel loro live from London.